# Lépido
Marco Emílio Lépido (90–13 a.C.; em latim: Marcus Aemilius Lepidus), conhecido apenas como Lépido, foi um político da família dos Lépidos da gente Emília da República Romana eleito cônsul por duas vezes, em 46 e 42 a.C., com Júlio César e Lúcio Munácio Planco. Juntamente com Otaviano e Marco Antônio, formou o Segundo Triunvirato depois do assassinato de César. Foi também pontífice máximo entre 44 a.C. e o ano de sua morte, 13 a.C..
Lépido foi um competente general e um dos mais valiosos aliados de César, mas sempre foi retratado nas fontes como sendo o membro mais fraco do triunvirato. Tipicamente, Lépido aparece como uma figura marginalizada nos relatos sobre a época, notavelmente nas peças de Shakespeare. Apesar de alguns historiadores endossarem este ponto de vista, muitos argumentam que não há evidências suficientes para eliminar os efeitos da propaganda detratória de seus adversários, especialmente Cícero e, posteriormente, de Otaviano, o futuro imperador Augusto.

## Família
Lépido era filho de Marco Emílio Lépido, cônsul em 78 a.C. e um líder de uma fracassada revolta da facção dos populares depois da morte de Sula, e sua mãe provavelmente era uma filha de Lúcio Apuleio Saturnino. Era irmão de Lúcio Emílio Lépido Paulo. Casou-se com Júnia Segunda, filha de Décimo Júnio Silano com Servília Cepião e irmã de Marco Júnio Bruto e de Júnia Tércia, a esposa de Caio Cássio Longino, ambos assassinos de César. Os dois tiveram pelo menos um filho, Marco Emílio Lépido, o Jovem.

## Carreira

### Aliado de César

Mapa da Hispânia por volta de 50 a.C..

Lépido se juntou ao Colégio de Pontífices ainda criança. Seu cursus honorum pela magistratura romana começou como um triumvir monetalis, o magistrado responsável pela cunhagem das moedas, entre 62 e 58 a.C.. Rapidamente Lépido tornou-se um dos grandes apoiadores de César. Em 52 a.C., logo depois da morte de Públio Clódio Pulcro, foi nomeado interrex do senado romano para convocar a assembleia das centúrias. Roma estava, na época, num estado de anarquia e Lépido, por isso, se recusou a convocar as assembleias. Sua casa foi cercada pelos partidários de Clódio e ele só conseguiu escapar por pouco. Foi nomeado pretor urbano em 49 a.C. e recebeu o comando da cidade enquanto César derrotava Pompeu na Grécia no final da segunda guerra civil. Foi Lépido que assegurou a nomeação de César como ditador, uma posição que ele utilizou para ser eleito cônsul, renunciando apenas 11 dias depois. Lépido foi recompensado com uma posição de propretor da província da Hispânia Citerior.
Ainda na Hispânia, Lépido recebeu ordens de suprimir uma revolta contra Quinto Cássio Longino, governador da vizinha Hispânia Ulterior. Lépido se recusou a apoiar Cássio, que era um adversário do regime de César por acusações de corrupção e ganância. Ele negociou um acordo com o líder rebelde, um questor chamado Marcelo, e ajudou a repelir um ataque do rei da Mauritânia Bógude. Cássio e seus aliados receberam permissão de partir e a ordem foi restaurada. César e o senado estavam suficientemente impressionados pela forma como Lépido utilizou a diplomacia e a força a ponto de lhe concederem um triunfo.
Lépido foi também recompensado com um consulado em 46 a.C. depois da derrota das forças pompeianas no oriente. César também nomeou Lépido como seu mestre da cavalaria ("magister equitum"), o seu segundo no comando. César parece ter confiado mais em Lépido do que em Marco Antônio para manter a ordem em Roma, especialmente depois que seus atos inflamatórios provocaram distúrbios. Lépido parece ter ficado genuinamente chocado quando, durante a Lupercália, Antônio ofereceu, provocativamente, uma coroa a César, um ato que colocou em movimento os plano para assassinato dele.
Quando, em fevereiro de 44 a.C., César foi eleito "ditador perpétuo" pelo senado, Lépido foi nomeado seu mestre da cavalaria. A aliança entre César e Lépido chegou repentinamente ao fim quando César foi assassinado em 15 de março de 44 a.C.. César havia jantado na casa de Lépido antes de ser morto e um dos líderes da conspiração, Caio Cássio Longino, havia defendido que Lépido e Marco Antônio deveriam ter sido mortos também, mas Marco Júnio Bruto foi contra, afirmando que o ato era uma execução e não um golpe político.

### Depois da morte de César
Tão logo soube da morte de César, Lépido agiu rapidamente para manter a ordem movendo suas tropas para o Campo de Marte. Ele propôs utilizar seu exército para punir os assassinos (chamados de "liberatores"), mas foi convencido do contrário por Marco Antônio e Aulo Hírcio. Lépido e Marco Antônio também discursaram no senado romano no dia seguinte, aceitando uma anistia para os assassinos em troca da preservação de seus próprios cargos e das reformas de César. Lépido conseguiu ainda o posto de pontífice máximo, que manteria até o fim da vida.
Neste ponto, o filho sobrevivente de Pompeu, Sexto Pompeu, tentou aproveitar o caos para ameaçar a Hispânia. Ele se se assentou primeiro na Lacetânia e, a partir de lá, reuniu tropas e derrotou Caio Asínio Polião em Cartagena. Lépido, governador da Hispânia, fez um acordo com ele, para que Sexto Pompeu recuperasse as terras de seu pai; este acordo foi aprovado por Marco Antônio, por amizade a Lépido e hostilidade a Otaviano. O senado concedeu-lhe a honra de um supplicatio por causa disto. Logo depois, Lépido recebeu o governo das províncias da Hispânia e da Gália Narbonense.
Quando Antônio tentou conquistar a Gália Cisalpina (o norte da Itália]] à força, expulsando Décimo Júnio Bruto Albino, o senado, liderado por Cícero, ordenou que Lépido apoiasse Bruto — um dos assassinos de César. Lépido prevaricou, recomendando que fosse iniciada uma negociação com Marco Antônio. Depois que este foi derrotado na Batalha de Mutina, o senado comunicou Lépido que sua ajuda não era mais necessária, mas Antônio, porém, invadiu a província mesmo assim. Lépido continuou a assegurar ao senado sobre sua lealdade, mas iniciou conversas paralelas com Antônio. Quando os dois exércitos se encontraram, grande parte das forças de Lépido se juntaram às de Antônio, forçando Lépido a concordar enquanto alegava ao senado que não teve escolha. É incerto se as tropas de Lépido o obrigaram ou se este sempre foi o plano de Lépido.

### Segundo triunvirato
Marco Antônio e Lépido precisavam agora lidar com Otaviano, o sobrinho-neto de César adotado por ele em seu testamento. Ele era o único comandante sobrevivente das forças que haviam derrotado Antônio em Mutina (moderna Módena). O senado ordenou que Otaviano entregasse o controle de suas tropas a Décimo Bruto, mas ele se recusou. Antônio e Lépido se encontraram com ele "numa ilha em um rio", possivelmente perto de Mutina, mas, mais provavelmente, perto de Bolonha, com os dois exércitos de frente um para o outro nas margens opostas. Os três firmaram o Segundo Triunvirato, legalizado com o nome de "triúnviros da República constituída com poderes consulares" (em latim: "triumviri rei publicae constituendae consulari potestate") pela Lex Titia de 43 a.C.. Com os triúnviros comandando uma substancial superioridade numérica, as forças remanescentes de Décimo Bruto se dispersaram, deixando aos novos triúnviros o completo controle das províncias ocidentais.
Ao contrário do Primeiro Triunvirato de César, Pompeu e Crasso, este foi constituído formalmente. De fato, a sua constituição diminuiu substancialmente o poder dos cônsules e do senado, marcando a morte efetiva da República Romana. Porém, o acordo duraria por apenas cinco anos. No começo, Lépido foi confirmado no governo de ambas as províncias da Hispânia e da Gália Narbonense, mas ele teve que concordar em entregar sete de suas legiões para que Otaviano e Antônio pudessem continuar a sua guerra contra Bruto e Cássio, que controlavam as províncias orientais. Se eles fossem derrotados, as províncias de Lépido serviriam de refúgio. Além disso, Lépido foi confirmado como cônsul e pontífice máximo e governou Roma na ausência dos dois colegas.
De acordo com o biógrafo de Lépido, Richard D. Weigel, a disposição de Lépido de entregar suas legiões já confirma o seu papel subsidiário no triunvirato.
| “ | Lépido já havia, na verdade, alcançado o auge de seu poder. Ao se tornar pontífice máximo e triúnviro, havia alcançado um grau de reconhecimento que preservaria seu nome e guardaria para si um pequeno nicho na história da civilização ocidental. Porém, ao concordar em entregar sete legiões e ao permitir Otaviano e Antônio a glória de derrotar Bruto e Cássio, ele próprio se conformou com um papel menor no futuro. | ” |
|   | — Richard D. Weigel. |   |

Lépido também concordou com as proscrições que resultaram no assassinato de Cícero e de outros adversários da facção de César. Historiadores posteriores foram particularmente críticos ao fato de ele ter aceitado a morte de seu irmão, Lúcio Emílio Lépido Paulo, um aliado de Cícero. Porém, Dião Cássio relata que ele teria ajudado Paulo a escapar.

### Depois de Filipos
Depois da pacificação do oriente e da derrota dos "liberatores" na Batalha de Filipos enquanto ele estava em Roma, Antônio e Otaviano tomaram para si a maior parte dos territórios de Lépido, mas concederam-lhe o governo das províncias da Numídia e da África. Por um tempo, Lépido conseguiu se manter distante das constantes discussões entre seus dois colegas. Quando a Guerra de Perúsia foi deflagrada, em 41 a.C., Otaviano encarregou Lépido da defesa de Roma contra Lúcio Antônio, o irmão de Marco Antônio. Lúcio, com forças superiores, facilmente tomou a cidade e Lépido foi forçado a fugir para o acampamento de Otaviano, mas ele rapidamente se retirou da cidade, permitindo que Otaviano a recuperasse. Depois disto, Lépido recebeu seis das legiões de Antônio para governar a África. Em 37 a.C., o Tratado de Tarento renovou formalmente o triunvirato por mais cinco anos.
Durante seu mandato na África, Lépido distribuiu terras aos veteranos de seu exército, possivelmente com o objetivo de construir uma rede de clientes. Aparentemente Lépido também encorajou a romanização de Thibilis, na Numídia, e demoliu construções ilegais em Cartago para que a região da cidade antiga, formalmente amaldiçoada depois de sua destruição na Terceira Guerra Púnica, não fosse reconstruída.

### Queda

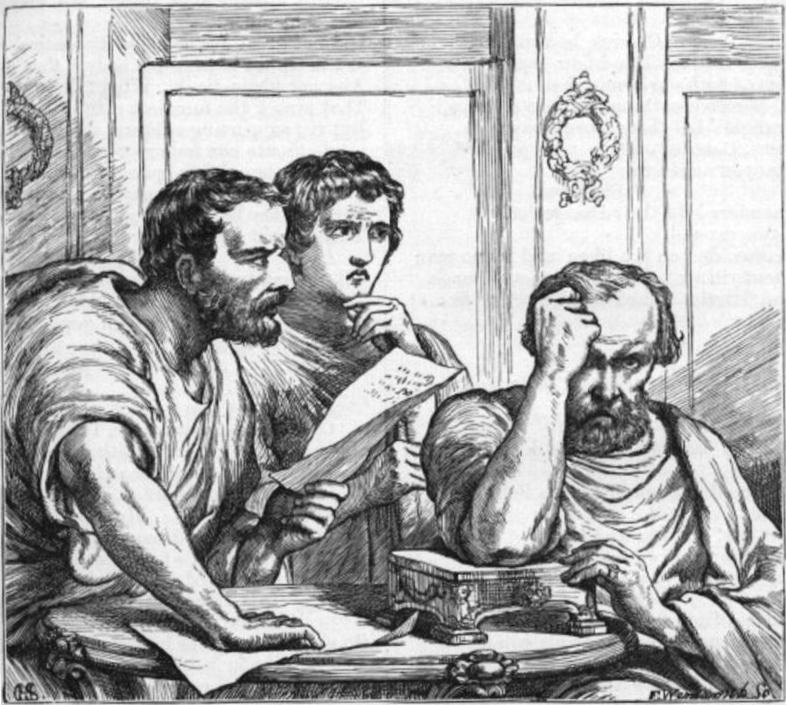
Lépido sendo humilhado por Antônio e Otaviano.
Imagem da peça "Júlio César", de Shakespeare.

Em 36 a.C., durante a Revolta Siciliana, Lépido liderou um gigantesco exército, composto por quatorze legiões, para ajudar a vencer Sexto Pompeu. Porém, este ato levaria a um impensado movimento político que deu a Otaviano a desculpa que ele precisava para remover Lépido. Depois da derrota de Sexto Pompeu, Lépido estacionou suas forças na Sicília e uma disputa surgiu sobre quem deveria ter autoridade sobre a ilha, ele ou Otaviano. Lépido havia sido o primeiro a desembarcar tropas na ilha e também fora o responsável pela captura das principais cidades. Porém, ele próprio acreditava que Otaviano o estava tratando como um subordinado e não um par e, por isso, defendeu que a Sicília deveria ser incorporada aos seus domínios. Depois das negociações, Lépido sugeriu uma alternativa: Otaviano teria a Sicília e a África se ele concordasse em devolver a Lépido seus antigos territórios, as províncias hispânicas e a Gália Narbonense, que eram legalmente dele segundo os termos da Lex Titia. Otaviano acusou Lépido de estar tentando tomar o poder e de fomentar a rebelião. Humilhantemente para Lépido, suas legiões na Sicília desertaram para o lado de Otaviano e ele se viu forçado a se submeter.
Em 22 de setembro de 36 a.C., Lépido perdeu todos os seus cargos, com exceção do de pontífice máximo e Otaviano exilou-o em Circeii. Depois da derrota de Antônio, em 30 a.C., o filho de Lépido, Lépido, o Jovem, se envolveu numa conspiração para assassinar Otaviano, mas o plano foi descoberto por Caio Mecenas. Ele foi executado, mas seu já idoso pai não sofreu nenhum tipo de sanção. Sua esposa, Júnia Segunda, acabou implicada e Lépido teve que implorar ao seu antigo adversário, Lúcio Sênio Balbino, por clemência.
Lépido viveu o resto da vida na obscuridade e, aparentemente, recebeu permissão para voltar a Roma periodicamente para participar de assuntos do senado. Diz-se que Otaviano, já conhecido como "Augusto", costumava depreciá-lo pedindo sempre que ele votasse por último (impedindo, assim, que seu voto influenciasse os colegas). Lépido morreu em paz no final de 13 a.C. ou no início de 12 a.C..

## Reputação
O biógrafo de Lépido, Richard D. Weigel, afirma que ele tem sido tipicamente caricaturado, tanto por historiadores modernos quanto antigos, como "fraco, indeciso, inconstante, desleal e incompetente". Cícero condenou Lépido por "maldade e estupidez pura" depois que ele permitiu que suas tropas se juntassem às de Marco Antônio depois de sua derrota inicial na Batalha de Mutina. Ele também sugeriu, privadamente, que a esposa de Lépido, Júnia, era infiel. Décimo Bruto chamou-o de "catavento" e Veleio Patérculo, de "o mais inconstante dos homens" e de "incapaz de comandar". Segundo Dião Cássio, enquanto Marco Antônio e Otaviano estavam fora de Roma lutando contra Bruto e Cássio, Lépido estava, nominalmente, controlando Roma, mas a esposa de Antônio, Fúlvia, era o real poder. Segundo ele, "ela, a sogra de Otaviano e mãe de Antônio, não respeitava Lépido por causa de sua preguiça e gerenciava pessoalmente os assuntos para que nem o senado e nem o povo realizassem nenhum negócio que fosse contrário aos seus desejos".
Estes relatos se refletem no retrato de Lépido de Shakespeare em "Júlio César", na qual Antônio o descreve como "um homem magro e sem méritos, próprio para ser enviado em missões", comparável a um burro, próprio para levar carga. Em "Antônio e Cleópatra", Lépido é retratado como sendo extremamente crédulo, perguntando a Antônio perguntas tolas sobre Egito quando estava muito bêbado. Antônio o provoca com uma descrição elaborada e sem sentido do crocodilo-do-nilo. Depois da queda de Lépido, ele é chamado de "o pobre terceiro" e "tolo Lepídio".
Escritores modernos geralmente são igualmente desdenhosos. Ronald Syme afirmou que ele era "uma pessoa inconsistente ... perfidiosa e desprezada". Weigel argumenta que estes pontos de vista foram enviesados em parte por propagandas políticas contrárias e que a carreira de Lépido não foi mais perfidiosa ou inconsistente do que dos demais grandes personagens das lutas de poder da época. Léonie Hayne afirma que ele agiu "habilidosamente e consistentemente no apoio a Antônio e (indiretamente) da facção cesariana". Ela também afirma que sua tentativa de tomar o controle da Sicília foi lógica e justificável. Alain Gowing também defendeu suas na Sicília, afirmando que, apesar de "fúteis", não passavam de "uma tentativa de reconquistar uma posição da qual ele havia sido injustamente expulso".